# Tanja Bestmann
Tanja Bestmann (* 15. Dezember 1970 in Hamburg) ist eine deutsche Politikerin der SPD und ehemalige Abgeordnete der Hamburger Bürgerschaft.

## Ausbildung und Beruf
Tanja Bestmann schloss 1990 das Hamburger Bismarck-Gymnasium mit dem Abitur ab. Es folgte ein Studium der Architektur und des Städtebaus, das sie 1995 mit dem Diplom abschloss. 1998 hatte sie die große Staatsprüfung. Im Anschluss nahm sie eine Tätigkeit als Beamtin im Höheren Technischen Dienst der Behörde für Bau und Verkehr auf.

## Partei
Von 1990 bis 1993 war sie Mitglied im Landesvorstand der Jusos und trat 1991 in die SPD ein. Im Jahre 1996 wurde sie in den Landesvorstand der SPD Hamburg gewählt, dem sie bis ins Jahr 2000 angehörte. Tanja Bestmann gehört dem SPD-Distrikt Hamburg-Billstedt an.

## Mandat
Tanja Bestmann war von 1997 bis 2008 Mitglied der Bürgerschaft. In dieser Zeit war sie unter anderem Mitglied des Gesundheits-, Kultur- und Rechtsausschusses. Zudem war sie Fachsprecherin ihrer Fraktion für den Bereich Gesundheitspolitik.

## Nachweis
- Biografie auf hamburgische-buergerschaft.de (nicht mehr online)
- Tanja Bestmann auf Abgeordnetenwatch.de

| Personendaten    | Personendaten                       |
| ---------------- | ----------------------------------- |
| NAME             | Bestmann, Tanja                     |
| KURZBESCHREIBUNG | deutsche Politikerin (SPD) und MdHB |
| GEBURTSDATUM     | 15. Dezember 1970                   |
| GEBURTSORT       | Hamburg                             |